# Kup Maršala Tita 1947
La Kup Maršala Tita 1947 fu la prima edizione della Coppa di Jugoslavia.
La Federazione calcistica della Jugoslavia decise il 4 luglio 1947 di istituire questa competizione. 349 squadre parteciparono alle qualificazioni gestite dalle federazioni repubblicane; quaranta furono quelle che raggiunsero la coppa vera e propria (gestita dalla FSJ), che si disputò dal 2 al 30 novembre 1947.
Il trofeo fu vinto dal Partizan, che sconfisse in finale il Naša krila. Per i bianconeri fu il primo titolo in questa competizione.

## Qualificazioni
```
Queste alcune delle partite delle qualificazioni:
[
4
]

Zvezda Vološinovo - Proleter Zrenjanin     1-3
Jedinstvo Senta - Proleter                 1-4
Proleter Zrenjanin - Sloboda Subotica      4-0
Dinamo Pančevo - Proleter Zrenjanin        2-1
```

## Squadre qualificate
349 squadre fecero domanda da tutta la Jugoslavia e la competizione venne divisa in due parti: una zonale ed una nazionale. Nella prima parte, da concludersi entro il 26 ottobre 1947, gli abbinamenti erano eseguiti con criterio geografico fra squadre in sedi vicine. 19 società (6 dalla Serbia, 5 dalla Croazia, 3 dalla Slovenia, 2 dalla Bosnia Erzegovina e Macedonia ed una dal Montenegro) provenienti dalla parte zonale sarebbero entrate in quella nazionale, dove erano attese da quelle di prima e seconda divisione.

Semifinali e finali erano previste per il 29 e 30 novembre a Belgrado. Se, nella sola finale (nei turni precedenti c'era il sorteggio), non vi fosse stato un vincitore dopo i tempi supplementari, era prevista una ripetizione della gara entro 7 giorni sullo stesso campo.
40 squadre si qualificarono per la coppa: le 10 della prima divisione, le 11 della seconda e 19 dalle divisioni repubblicane.

### Calendario
| Turno            | Gare       | Date             | Numero gare | Riduzione squadre |
| ---------------- | ---------- | ---------------- | ----------- | ----------------- |
| Primo turno      | Gara unica | 2 novembre 1947  | 12          | 40 → 28           |
| Secondo turno    | Gara unica | 9 novembre 1947  | 12          | 28 → 16           |
| Ottavi di finale | Gara unica | 16 novembre 1947 | 8           | 16 → 8            |
| Quarti di finale | Gara unica | 23 novembre 1947 | 4           | 8 → 4             |
| Semifinali       | Gara unica | 29 novembre 1947 | 2           | 4 → 2             |
| Finale           | Gara unica | 30 novembre 1947 | 1           | 2 → 1             |

## Primo turno
- Alle 19 compagini delle leghe repubblicane, si aggiungono 5 squadre di Druga liga (quelle piazzatesi dal 7º all'11º posto).[7]

| Squadra 1                   | Risultato   | Squadra 2                    |
| --------------------------- | ----------- | ---------------------------- |
| 2 novembre 1947             |             |                              |
| (x) Borac Čačak             | 0 – 2       | Jakić Pljevlja (x)           |
| (2) Budućnost               | 4 – 2       | Guarnigione JNA Skopje (x)   |
| (x) Dinamo Vinkovci         | 1 – 2       | Dinamo Pančevo (2)           |
| (x) Guarnigione JNA Lubiana | 2 – 3       | Sebenico (x)                 |
| (x) Ivanić                  | 1 – 4       | Kladivar Celje (x)           |
| (2) Kvarner                 | 4 – 0       | Jedinstvo Čakovec (x)        |
| (x) Nikčević Svetozarevo    | 1 – 2 (dts) | Guarnigione JNA Novi Sad (x) |
| (x) Polet Sombor            | 4 – 0       | Tekstilac Varaždin (2)       |
| (x) Proleter Priština       | 1 – 0       | Goce Delčev (x)              |
| (x) Rudar Trbovlje          | 2 – 2 (dts) | Naprijed Sisak (x)           |
| (x) Velež Mostar            | 2 – 0 (dts) | Napredak Kruševac (x)        |
| (2) Željezničar             | 3 – 3 (dts) | Borac Banja Luka (x)         |

## Secondo turno
- Entrano le migliori 6 squadre di Druga liga e 6 di Prva liga (quelle piazzatesi dal 5º al 10º posto).[8]

| Squadra 1                    | Risultato   | Squadra 2               |
| ---------------------------- | ----------- | ----------------------- |
| 9 novembre 1947              |             |                         |
| (2) Budućnost                | 3 – 1       | Metalac Belgrado (1)    |
| (2) Dinamo Pančevo           | 0 – 2       | Spartak Subotica (1)    |
| (2) Enotnost                 | 1 – 2       | Naša krila (2)          |
| (1) Sarajevo                 | 3 – 1       | Velež Mostar (x)        |
| (x) Guarnigione JNA Novi Sad | 1 – 1 (dts) | Lokomotiva Zagabria (1) |
| (x) Jakić Pljevlja           | 3 – 2       | Rudar Trbovlje (x)      |
| (2) Kvarner                  | 3 – 2       | Ponziana (1)            |
| (2) Metalac Zagabria         | 1 – 2       | Vardar (1)              |
| (2) Mornar Spalato           | 5 – 1       | Kladivar Celje (x)      |
| (x) Polet Sombor             | 2 – 1       | Željezničar (2)         |
| (2) Rabotnički               | 1 – 2       | Proleter Priština (x)   |
| (x) Sebenico                 | 2 – 5       | Sloga Novi Sad (2)      |

## Ottavi di finale
- Entrano le migliori 4 squadre di Prva liga (Dinamo, Partizan, Hajduk e Stella Rossa).[9]

| Squadra 1                    | Risultato | Squadra 2             |
| ---------------------------- | --------- | --------------------- |
| 16 novembre 1947             |           |                       |
| (1) Dinamo Zagabria          | 0 – 3     | Sarajevo (1)          |
| (x) Guarnigione JNA Novi Sad | 1 – 6     | Stella Rossa (1)      |
| (x) Jakić Pljevlja           | 3 – 2     | Budućnost (2)         |
| (2) Kvarner                  | 0 – 4     | Mornar Spalato (2)    |
| (2) Naša krila               | 2 – 1     | Vardar (1)            |
| (1) Partizan                 | 2 – 0     | Proleter Priština (x) |
| (x) Polet Sombor             | 3 – 5     | Sloga Novi Sad (2)    |
| (1) Spartak Subotica         | 3 – 2     | Hajduk Spalato (1)    |

## Quarti di finale
| Squadra 1          | Risultato   | Squadra 2            |
| ------------------ | ----------- | -------------------- |
| 23 novembre 1947   |             |                      |
| (1) Sarajevo       | 3 - 2 (dts) | Jakić Pljevlja (x)   |
| (2) Mornar Spalato | 2 – 3       | Sloga Novi Sad (2)   |
| (2) Naša krila     | 2 – 0       | Spartak Subotica (1) |
| (1) Partizan       | 2 – 1       | Stella Rossa (1)     |

## Semifinali
| Squadra 1        | Risultato   | Squadra 2          |
| ---------------- | ----------- | ------------------ |
| 29 novembre 1947 |             |                    |
| (2) Naša krila   | 0 – 0 (dts) | Sarajevo (1)       |
| (1) Partizan     | 4 – 0       | Sloga Novi Sad (2) |

## Finale
Prima della finale, venne disputata anche quella per il terzo posto, vinta dal Sarajevo per 4–1 sullo Sloga Novi Sad.
| Arbitro: | Miljenko Podupski (Zagabria) |

|                             |           |  |
| Jezerkić 20’ Simonovski 22’ | Marcatori |  |

| PARTIZAN:   |  |                        |  |
|             |  |                        |  |
| P           |  | Franjo Šoštarić        |  |
|             |  | Miroslav Brozović      |  |
|             |  | Ratko Čolić            |  |
|             |  | Bela Palfi             |  |
|             |  | Miodrag Jovanović      |  |
|             |  | Aleksandar Atanacković |  |
|             |  | Prvoslav Mihajlović    |  |
|             |  | Stjepan Bobek          |  |
|             |  | Jovan Jezerkić         |  |
|             |  | Momčilo Radunović      |  |
|             |  | Kiril Simonovski       |  |
| Allenatore: |  |                        |  |
| Illés Spitz |  |                        |  |

| NAŠA KRILA:         |  |                    |  |
|                     |  |                    |  |
| P                   |  | Živko Popadić      |  |
|                     |  | Lazić              |  |
|                     |  | Dragiša Filipović  |  |
|                     |  | Lenko Grčić        |  |
|                     |  | Brnjevarac         |  |
|                     |  | Antun Lokošek      |  |
|                     |  | Aleksandar Panić   |  |
|                     |  | Vladimir Pečenčić  |  |
|                     |  | Siniša Zlatković   |  |
|                     |  | Ognjan Damnjanović |  |
|                     |  | Franc Borović      |  |
| Allenatore:         |  |                    |  |
| Nenad Radosavljević |  |                    |  |